# 御岳登山鐵道

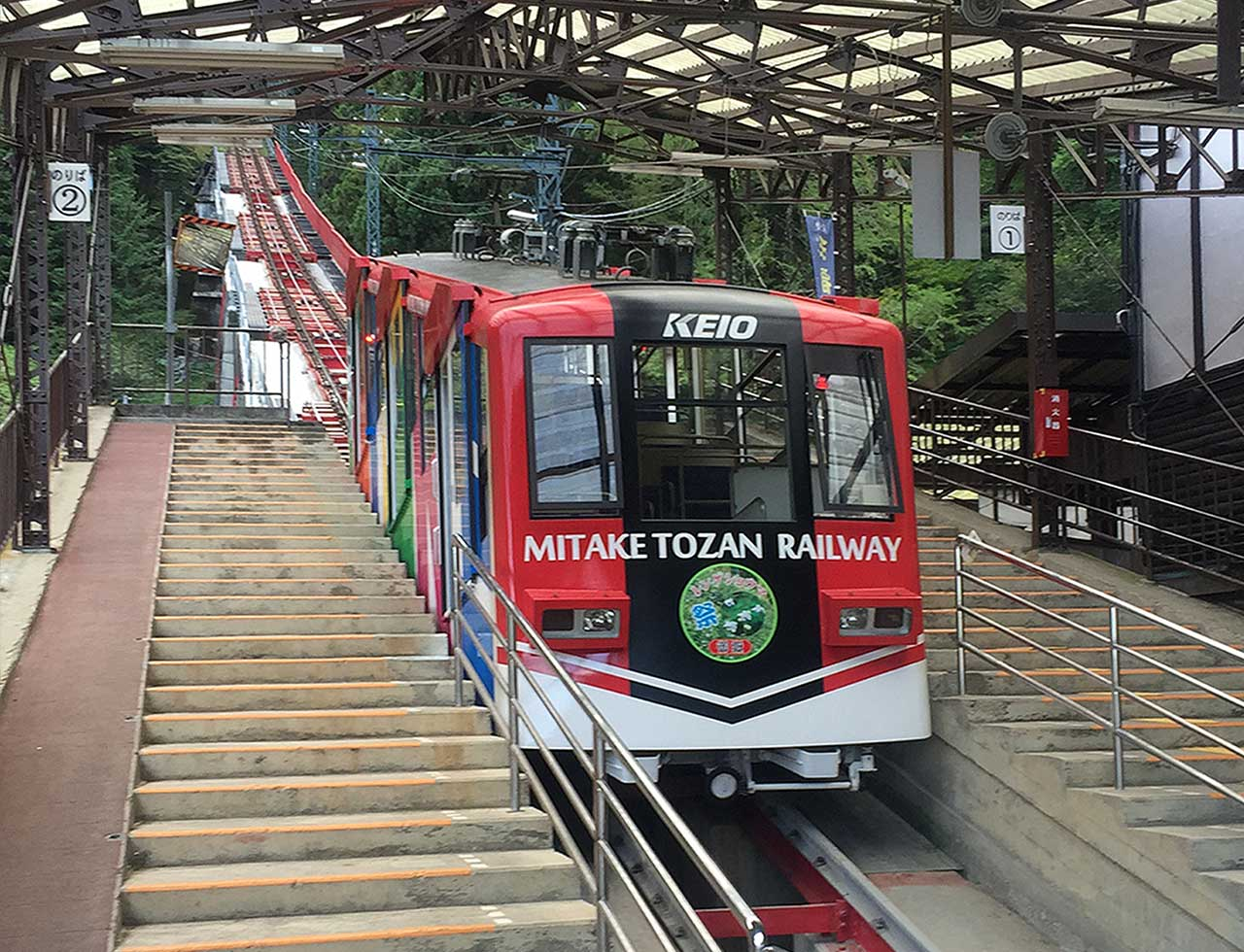
御岳登山鐵道「御嶽」號

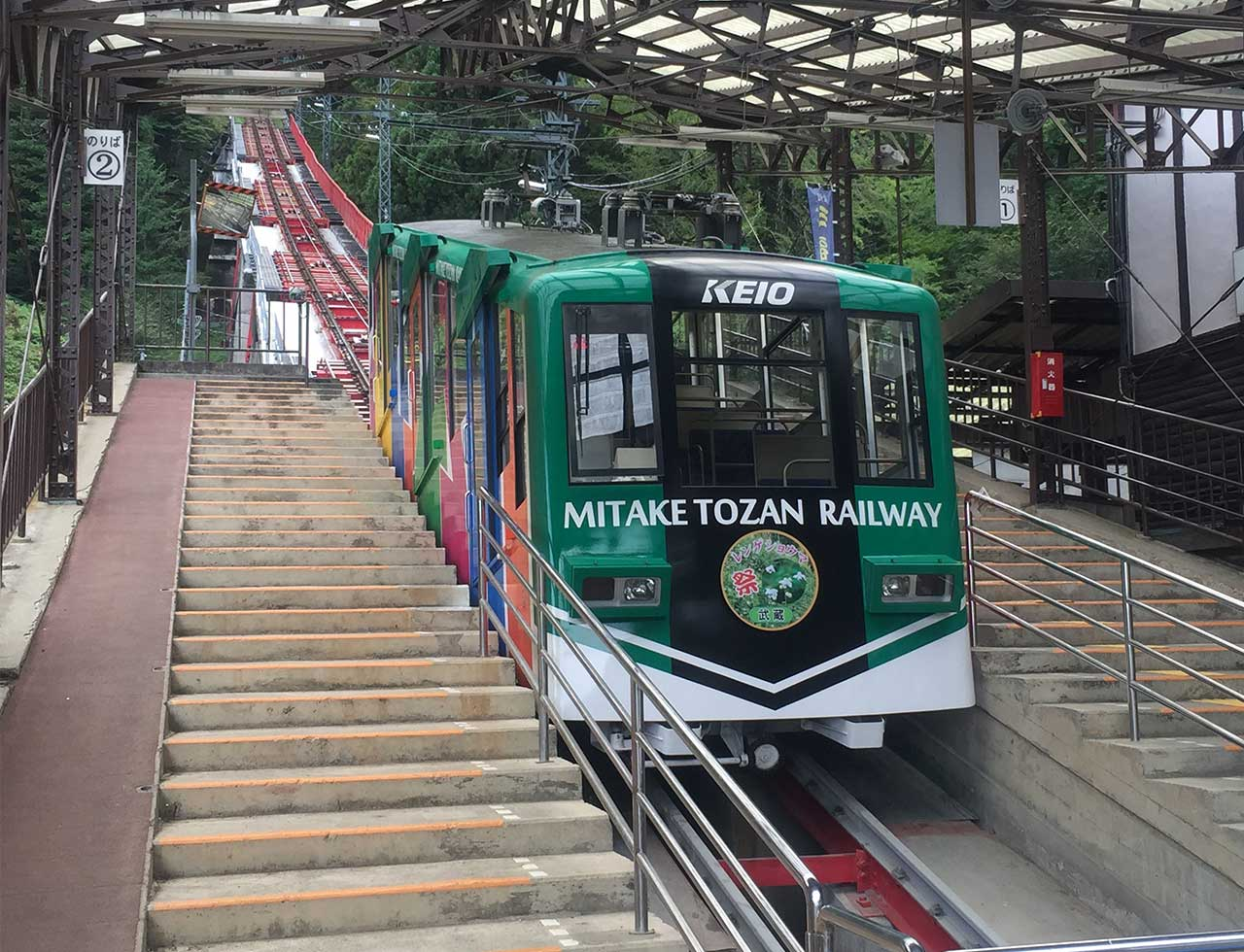
御岳登山鐵道「武藏」號

御岳登山鐵道株式會社（日语：／）是一家總部位於東京都青梅市的鐵路公司。專營纜索鐵路和索道。總部位於東京都青梅市御岳二丁目483番地（瀧本站車站大樓內）。為京王集團旗下公司。公司也經營瀧本站停車場、商店和食堂。

## 歷史
- 1927年（昭和2年）
  - 3月23日 - 御岳山電氣鋼索鐵道獲得鐵道許可狀[3]
  - 11月18日 - 公司改名為御岳山登山鐵道（通知）[4]
  - 11月20日 - 御岳登山鐵道成立[5][6]。
- 1934年（昭和9年）12月31日 - 纜車瀧本站至御岳山站之間開通[7]。
- 1944年（昭和19年） 隨著太平洋戰爭戰況惡化，公司的纜索鐵路成為不要不急線，纜車瀧本站至御岳山站之間暫停服務。
- 1947年（昭和22年）10月31日 - 公司改名為大多摩觀光開發[8]。
- 1951年（昭和26年）6月29日 - 纜索鐵路 瀧本站至御岳山站之間重開[8]。
- 1959年（昭和34年）7月18日 - 吊椅（特殊索道） 御岳平站至大展望台站之間開通[8]。
- 1961年（昭和36年）7月1日 - 公司改名為御岳登山鐵道[8]。
- 1968年（昭和43年） - 第一代車輛退役，第二代車輛（Ko-1形、Ko-2形）開始運行。
- 1972年（昭和47年）5月29日 -  成為京王帝都電鐵（現時：京王電鐵）的旗下公司[8]。
- 1991年（平成3年）
  - 6月1日 - 7月5日 - 暫停服務[9]。
  - 7月6日 - 交換路軌，軌距由1067毫米變為1049毫米[8][10]。
- 2007年（平成19年）3月18日 - IC卡PASMO、Suica開始使用（只限成人車票）。
- 2008年（平成20年）
  - 3月11日 - 第二代車輛退役。同月12日至21日暫停服務[11]。
  - 3月22日 - 第三代車輛開始行走。
- 2011年（平成23年）11月24日 - 小童IC卡PASMO、Suica開始使用。

## 纜車
御岳登山鐵道中的纜車連接瀧本站至御岳山站之間，全長1.107公里，高低差423.6米。最大斜度為25度。
一般會稱呼此纜索鐵路為御岳山纜車。另外，與同屬京王集團的高尾登山電鐵（高尾鋼索線）相異，此路線沒有記載在《鐵道要覧》內。

### 運行形態
營業時間由7:30至18:30（夏期會延長服務時間），每約20分鐘一班（在冬季日間時段約30分鐘一班）。在多客時期會加班。另外，在除夕當晚會實施通宵行駛，以便運送乘客前往武藏御嶽神社初詣。

### 車費
在2019年10月1日修定：
成人
單程 600日圓，來回1130日圓
小童
單程 300日圓，來回 570日圓
另外設有定期票（只有1個月）和團體優惠。此外，車票中也有包含乘坐吊椅的來回車票。詳細參見官方網站。

### 車輛
車輛與其他纜索鐵路車輛一樣沒有駕駛席，由御岳山站安排司機運行車輛。車內設有車長席，車長會經常在車輛內當值，以便處理緊急事件。只外，車長席設有「緊急停車掣」，只可在緊急情況下使用。

#### 第一代車輛（1934年 - 1968年）
在1934年啟用時使用的車輛（由汽車會社製造 可乘載80人）。在1968年隨著引入第二代車輛而退役。

#### 第二代車輛 （1968年 - 2008年）
隨著第一代車輛老化，在1968年（昭和43年）引入了由日立製作所笠戶工場製造的車輛。分別有Ko-1形「日出」和Ko-2形「青空」。座位配置為交叉座椅。座位顏色方面，Ko-1形是棕色，Ko-2形是藍色。
在1991年（平成3年），隨著交換路軌和改軌距之際，車輛也進行改造。
塗裝方面，由登場當初至2003年（平成15年）之間都是以白色為主色，Ko-1形「日出」下半部分為紅色，Ko-2形「青空」下半部分為藍色。在同年4月更變塗裝，「日出」變為橙色，「青空」變為藍色。另外根據不同時期，貼上了不同的圖案等。在年尾年初，愛稱會由「日出」改名為「希望」，「青空」改名為「開運」。
隨著第二代車輛老化，在2008年（平成20年）3月11日結束行走。在同年2月1日起開始安放了「謝謝」的車頭標記在車上。在最後行走當天告別儀式。
- Ko-1形、Ko-2形
  - 車身全長  - 12,800 毫米
  - 車身全高 - 3,680 毫米
  - 車身全寬 - 2,896 毫米
  - 車輛淨重 - 9.9 公噸
  - 車輪直徑 - 550 毫米
  - 車輛角度 - 22度
  - 車輛載客量 - 135名
    - 座位 - 34個

  - 運行最高速度 - 每秒3.2米（每小時11.52公里）

#### 第三代車輛（2008年至今）
在2008年3月12日至3月21日之間10日暫停服務，以便進行車輛翻新。在3月22日，第三代「日出」號和「青空」號開始行走。
在2014年10月16日紀念啟用80周年，車輛的名稱和設計變為「武藏(MUSASHI)」和「御嶽(MITAKE)」。

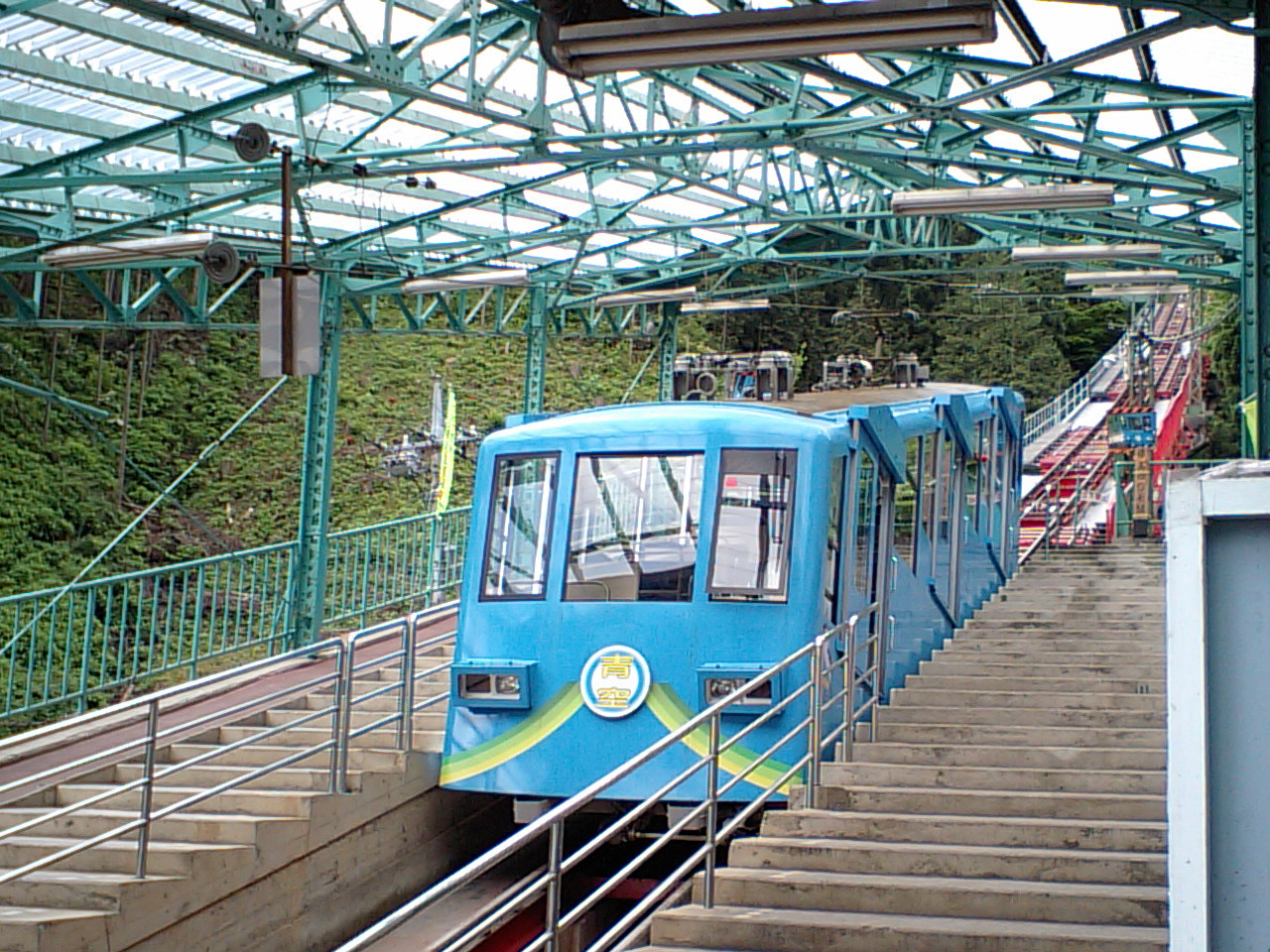
「青空」號（2010年）

### 車站列表

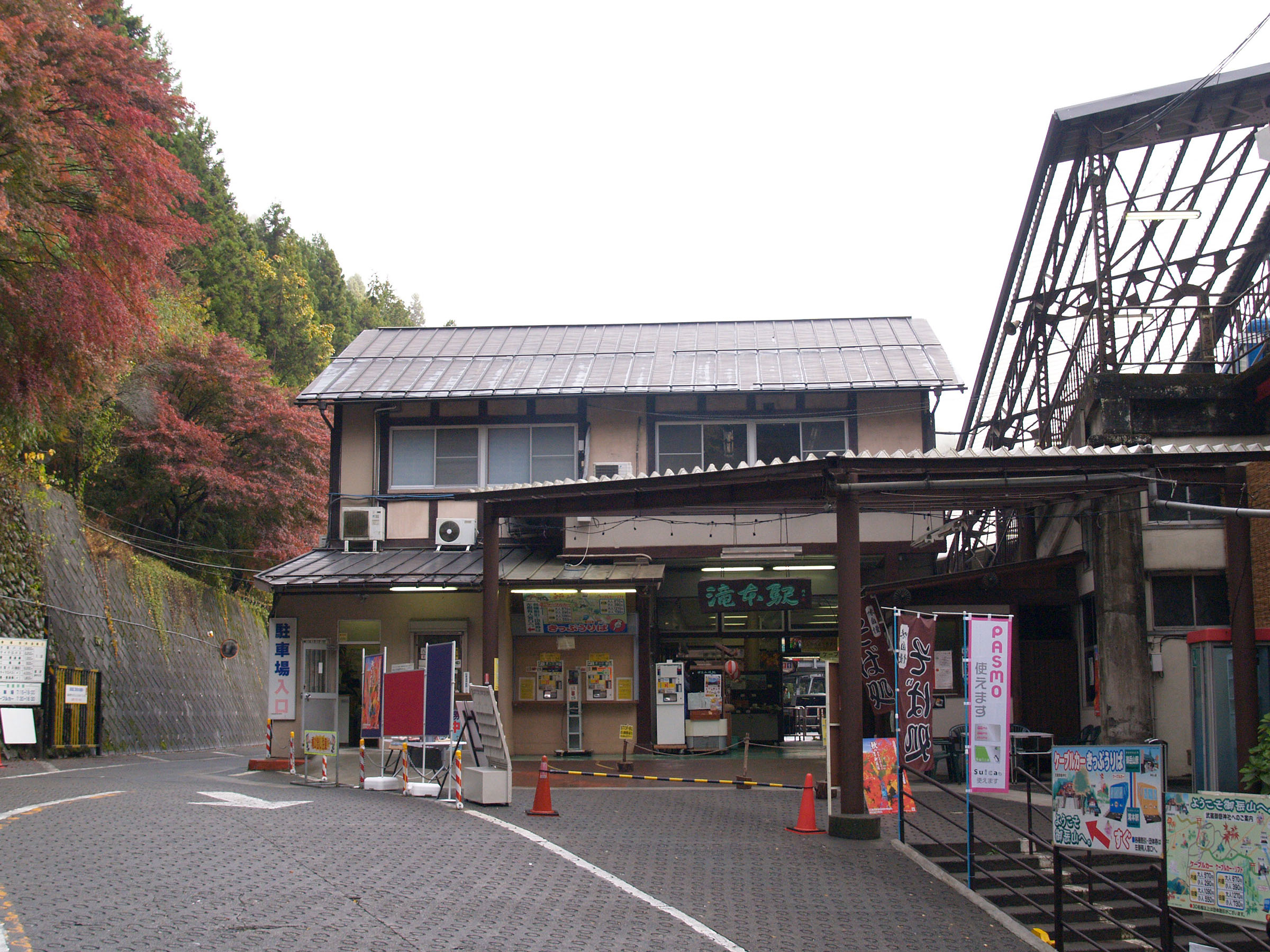
瀧本站

瀧本站（日语：／，35°47′45.9″N 139°9′40.5″E / 35.796083°N 139.161250°E） - 御岳山站 （日语：／，35°47′22.5″N 139°9′12.4″E / 35.789583°N 139.153444°E）

#### 瀧本站
車站位於海拔407.4米。站內設有兩處售票櫃臺，均設有職員販賣車票。站內設有一處檢票口、入口和出口。職員會負責售票業務。車站大樓內設有土產物店和御岳登山鐵道總部。車站內設有車站蕎麥。廁所內設有抽水馬桶。

#### 御岳山站

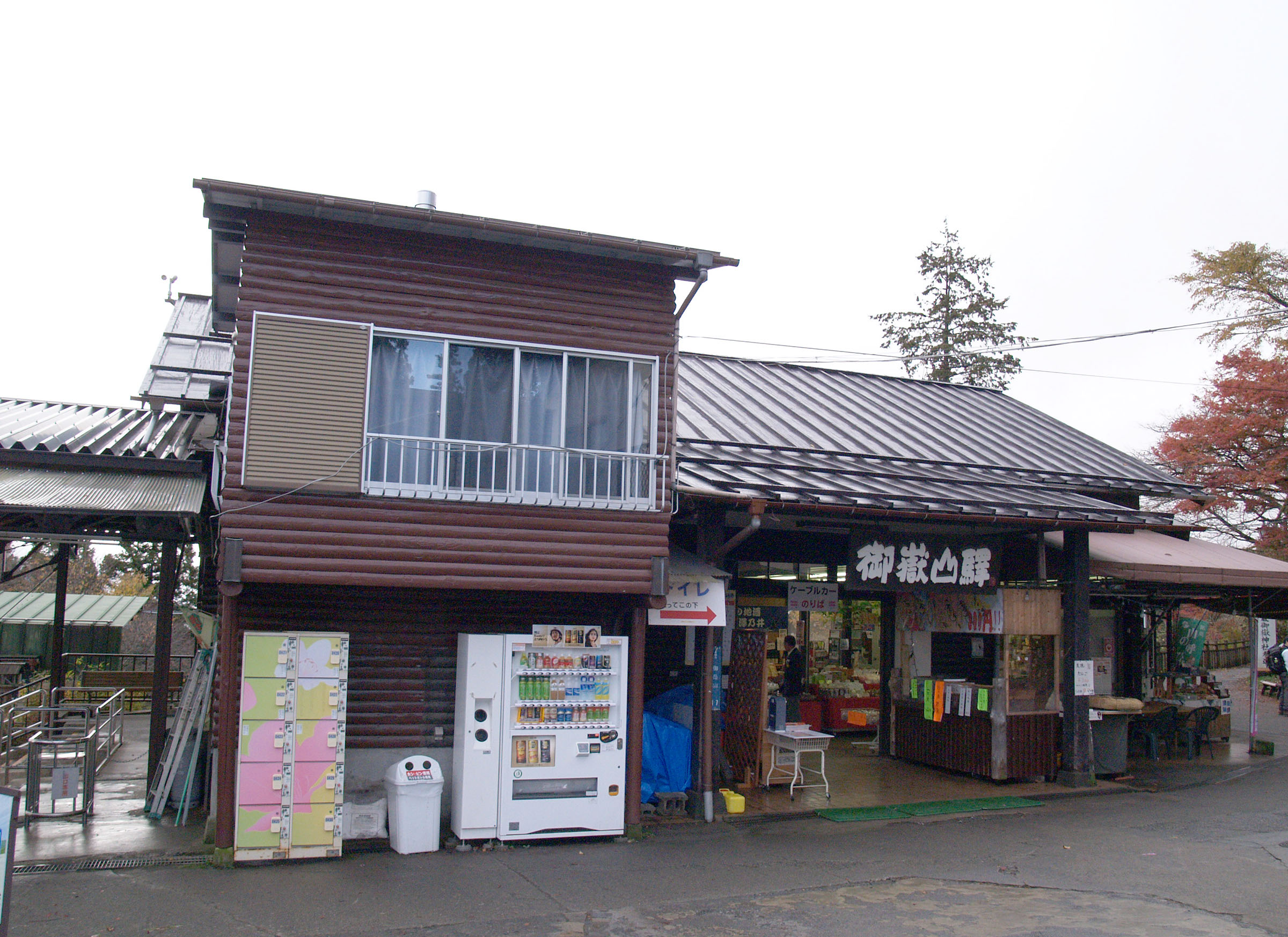
御岳山站

此站設有一部自動售票機。此站也設有售票處，但通常車票可於售票機購入。此站的廁所是旱廁。
車站大樓內設有纜車運輸室和運輸裝置。另外，站內設有商店和咖啡店。
站前設有標記了「奧多摩、御岳山 纜車乘車紀念」，用作拍攝用的展板。鄰接自動售票機的展示了過往發售的紀念車票。
此站鄰近乘坐吊椅的御岳平站。

### 使用狀況
以下為各站近年一日平均乘車人次列表：
| 年度   | 瀧本站 | 御岳山站 | 參考資料    |
| ------ | ------ | -------- | ----------- |
| 1990年 | 1,164  | 1,016    | [ 統計 1 ]  |
| 1991年 | 1,046  | 910      | [ 統計 2 ]  |
| 1992年 | 1,175  | 1,014    | [ 統計 3 ]  |
| 1993年 | 1,112  | 964      | [ 統計 4 ]  |
| 1994年 | 1,066  | 918      | [ 統計 5 ]  |
| 1995年 | 1,038  | 885      | [ 統計 6 ]  |
| 1996年 | 1,047  | 814      | [ 統計 7 ]  |
| 1997年 | 1,260  | 447      | [ 統計 8 ]  |
| 1998年 | 7,077  | 2,520    | [ 統計 9 ]  |
| 1999年 | 1,443  | 1,311    | [ 統計 10 ] |
| 2000年 | 803    | 601      | [ 統計 11 ] |
| 2001年 | 778    | 671      | [ 統計 12 ] |
| 2002年 | 737    | 636      | [ 統計 13 ] |
| 2003年 | 699    | 604      | [ 統計 14 ] |
| 2004年 | 658    | 567      | [ 統計 15 ] |
| 2005年 | 723    | 562      | [ 統計 16 ] |
| 2006年 | 679    | 537      | [ 統計 17 ] |
| 2007年 | 675    | 536      | [ 統計 18 ] |
| 2008年 | 663    | 532      | [ 統計 19 ] |
| 2009年 | 699    | 562      | [ 統計 20 ] |
| 2010年 | 693    | 554      | [ 統計 21 ] |
| 2011年 | 841    | 663      | [ 統計 22 ] |

## 吊椅

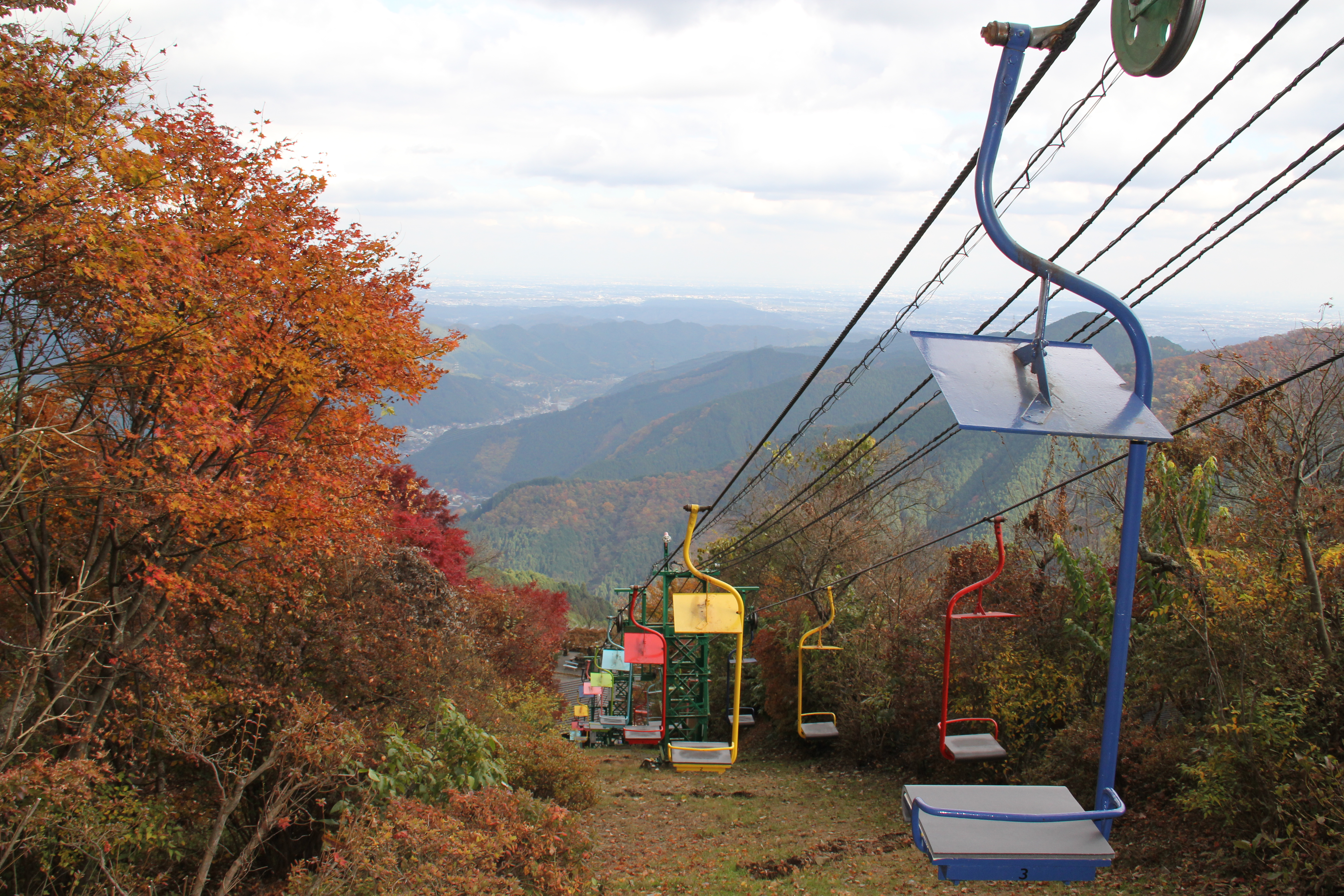
吊椅（2010年11月）

吊椅連接御岳平站至大展望台站之間，全長98米。乘車全長2分鐘。吊椅的椅子有紅、藍、黃3種顏色。為了避雨，載具上方有一個小型的上蓋。
在營業時間中，當吊椅上沒有乘客乘車時會停止運作，直至有乘客乘車時才開始運作。通常只於星期六、日及假期提供服務，在繁忙時期毎日提供服務。車費中，成人與小童一律單程100日圓，來回190日圓（上述提及，設有與纜車票一同發售的來回車票）。

### 車站列表
御岳平站（日语：／，35°47′23.2″N 139°9′11.7″E / 35.789778°N 139.153250°E） - 大展望台站（日语：／，35°47′22.3″N 139°9′8.3″E / 35.789528°N 139.152306°E）

#### 御岳平站

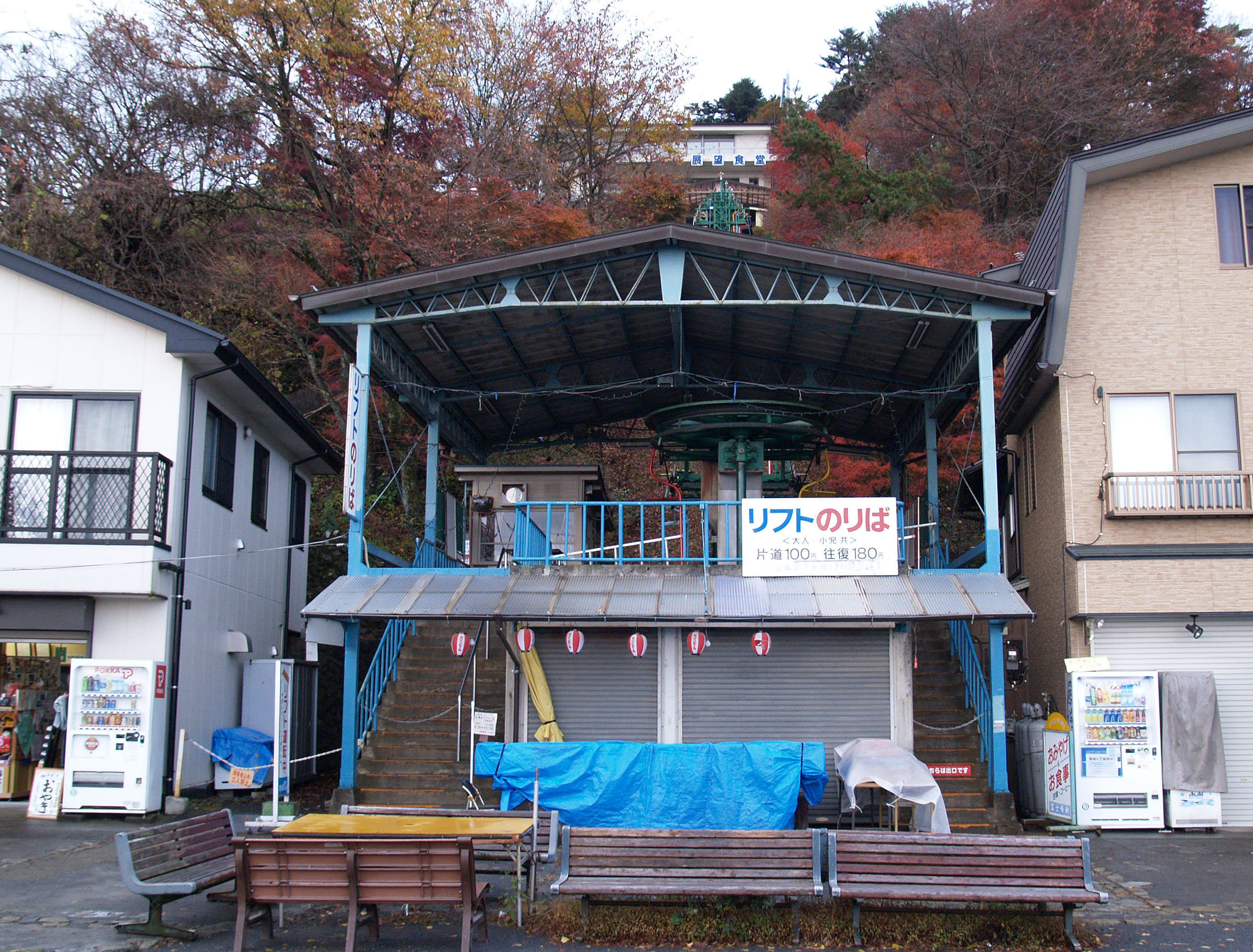
御岳平站

站內設有車站大樓、土產店和食堂。

#### 大展望台站

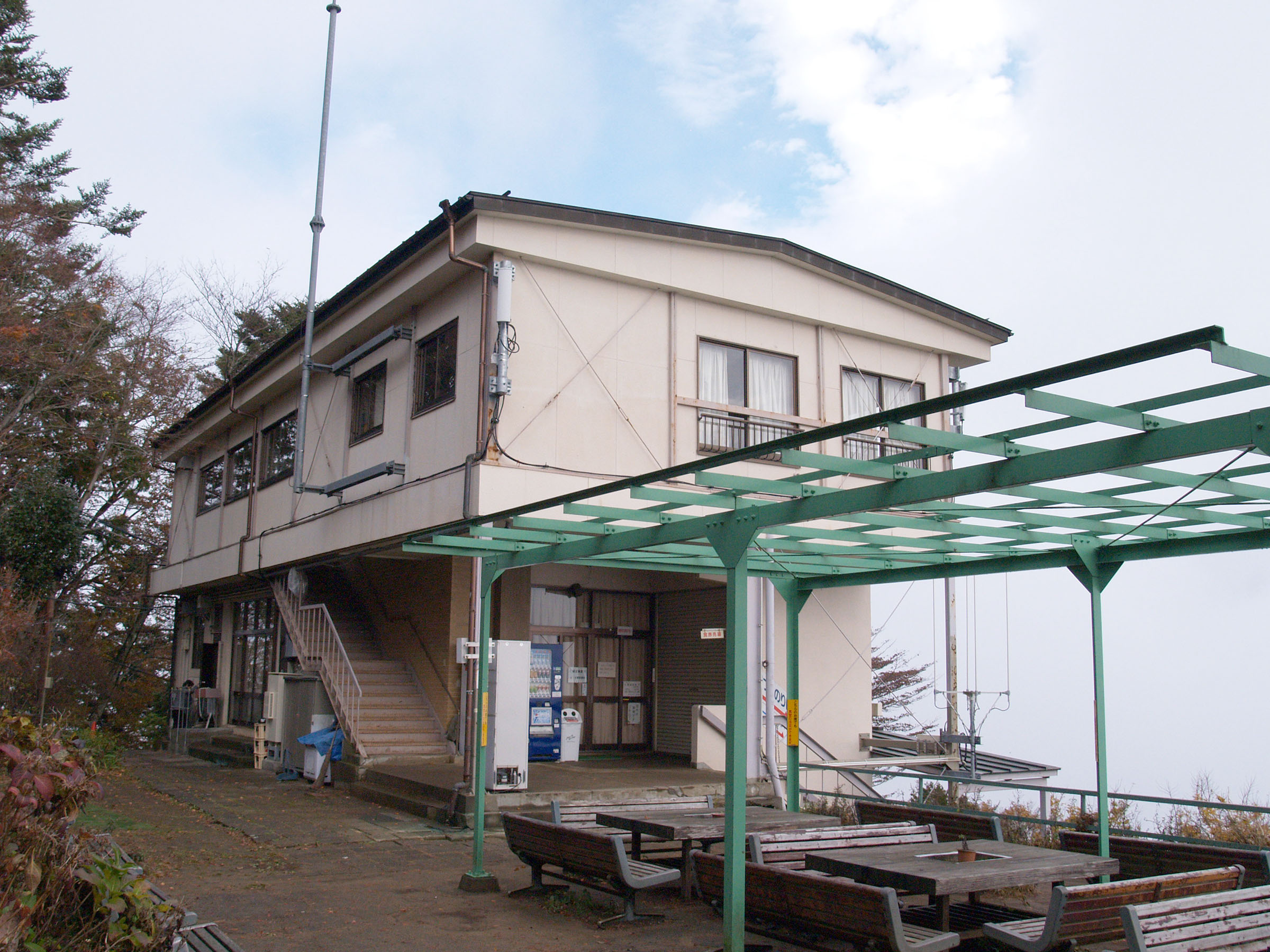
大展望台站

車站位於海拔881米。車站大樓共有2層，站內設有食堂。廁所設有抽水馬桶。

## 連接交通
使用鐵路
從JR青梅線御嶽站乘坐西東京巴士巴士路線，於「纜車下停留所」巴士站下車步行5分鐘便可到達瀧本站。
使用私家車
在瀧本站前設有由御岳登山鐵道經營的「瀧本站停車場」（收費）。另外，距離車站遠一點，於多摩川河床處設有「公營免費停車場」（需要轉乘巴士或步行）。

## 其他
- 路線中途看見的細小山道（都道（日语：東京都道201号十里木御嶽停車場線））可看見小型私家車行走，這些車輛都是來自住在山頂村落的人撞擁有，車輛得到特別許可使用道路，其他一般車輛不可進入和通行。
- 路線中可使用PASMO、Suica（與ICOCA等全國互相使用的交通IC卡），但是設有以下限制：
  - 沒有自動赯增值功能
  - 只可支付單程車費（如果購買來回優惠車票，需要在職員櫃臺換票）
- 御岳登山鐵道在開發時，當地發明了「御嶽湯」。在蔬菜和豬肉等原料中加入當地的酒「澤乃井」之酒糟，造成一碗味噌湯。

## 注腳

### 統計
1. ↑  東京都統計年鑑（平成2年）229頁
2. ↑  東京都統計年鑑（平成3年）235頁
3. ↑  東京都統計年鑑（平成4年） （页面存档备份，存于）（日語）
4. ↑  東京都統計年鑑（平成5年） （页面存档备份，存于）（日語）
5. ↑  東京都統計年鑑（平成6年） （页面存档备份，存于）（日語）
6. ↑  東京都統計年鑑（平成7年） （页面存档备份，存于）（日語）
7. ↑  東京都統計年鑑（平成8年） （页面存档备份，存于）（日語）
8. ↑  東京都統計年鑑（平成9年） （页面存档备份，存于）（日語）
9. ↑  東京都統計年鑑（平成10年）PDF
10. ↑  東京都統計年鑑（平成11年）PDF
11. ↑  東京都統計年鑑（平成12年） （页面存档备份，存于）（日語）
12. ↑  東京都統計年鑑（平成13年） （页面存档备份，存于）（日語）
13. ↑  東京都統計年鑑（平成14年） （页面存档备份，存于）（日語）
14. ↑  東京都統計年鑑（平成15年） （页面存档备份，存于）（日語）
15. ↑  東京都統計年鑑（平成16年） （页面存档备份，存于）（日語）
16. ↑  東京都統計年鑑（平成17年） （页面存档备份，存于）（日語）
17. ↑  東京都統計年鑑（平成18年） （页面存档备份，存于）（日語）
18. ↑  東京都統計年鑑（平成19年） （页面存档备份，存于）（日語）
19. ↑  東京都統計年鑑（平成20年） （页面存档备份，存于）（日語）
20. ↑  .   [2012-11-12]. （原始内容 (Excel)存档于2021-10-19） （日语）.
21. ↑  .   [2012-11-12]. （原始内容 (Excel)存档于2021-10-19） （日语）.
22. ↑  .   [2017-05-03]. （原始内容 (Excel)存档于2021-10-19） （日语）.

## 外部連結
- 御岳登山鐵道 （页面存档备份，存于）（日語）
- 御岳山纜車的X（前Twitter）
- 御岳登山鐵道的Facebook專頁
- YouTube上的御岳登山鐵道頻道